# Juniperus navicularis
Juniperus navicularis là một loài thực vật hạt trần trong họ Cupressaceae. Loài này được Gand. mô tả khoa học đầu tiên năm 1910.